# Nikoloz Katsiashvili
Nikoloz Agdamelovich Katsiashvili (en georgiano: ნიკოლოზ კაციაშვილი; Gomi, 1875-19 de febrero de 1919) fue un campesino y político menchevique georgiano del Partido Socialdemócrata de Georgia y miembro de la Asamblea Constituyente de Georgia hasta su muerte. 

## Biografía
Nikola Katsiashvili nació en 1875 en el pueblo de Gomi, parte del uyezd de Gori, y estudió en el principal instituto georgiano en Tiflis. Desde 1899 fue miembro del Partido Obrero Socialdemócrata ruso y desde 1905 trabajó en la "facción menchevique" del POSR, participando activamente en el movimiento revolucionario (detenido varias veces por motivos políticos). Katsiashvili ivía en su pueblo natal y se dedicaba a la agricultura, donde poseía alrededor de 5 acres. En 1907 fue delegado al Congreso de Londres del Partido Obrero Socialdemócrata de Rusia y ese mismo año fue elegido diputado de la segunda convocatoria de la Duma Imperial de Rusia por la gobernación de Tiflis. El 3 de junio de 1907 se disolvió la segunda convocatoria y los diputados de la fracción socialdemócrata fueron acusados de intentar organizar un acto terrorista. NIkoloz Katsiashvili fue encarcelado en San Petersburgo, donde su salud se deterioró, aunque terminó absuelto por falta de pruebas.
Después de salir de prisión, regresó y vivió en su propia aldea bajo la vigilancia secreta de la policía. El 12 de marzo de 1919 fue elegido miembro de la Asamblea Constituyente de Georgia de la lista del Partido Socialdemócrata de Georgia. Murió en 1919 y está enterrado en el cementerio de Gomi.  